# Frederica Sagor Maas
Frederica Alexandrina Sagor Maas (6. juli 1900 i New York City – 5. januar 2012) var en amerikansk dramatiker og manuskriptforfatter. Hun var yngste datter af russiske indvandrere. Fra 1918 skrev hun adskillige manuskripter til stumfilm med kendte Hollywoodstjerner som Greta Garbo og John Gilbert. Hun blev gift med kollegaen Ernest Maas i 1927, og sammen skrev de i 1941 manuskript til en talefilm. Efter andres bearbejdninger blev det i 1947 til musicalen "Little Miss Pilgrim", som ifølge hendes selvbiografi var en "fuldkommen skandale". I protest mod mishandlingen af manuskriptet ophørte hun med at skrive til filmen. Ved sin død var hun blandt de 50 ældste levende mennesker i verden, og hun overlevede ægtefællen i 21 år.

## = Eksterne henvisninger
- Frederica Sagor Maas på Internet Movie Database (engelsk)
- Frederica Sagor Maas på AllMovie (engelsk)
- Frederica Sagor Maas på The Movie Database (engelsk)
- Video of Frederica Sagor Maas at 100 Arkiveret 31. oktober 2008 hos  Wayback Machine fra Reverie Productions